# Recinto amurallado de Alcalá de Henares
Alcalá de Henares tuvo dos recintos amurallados diferentes, construidos entre el siglo XIII y el XV. En la actualidad quedan 700 metros del primer recinto de la ciudad, con 16 torres, el Arco de San Bernardo y la Puerta de Madrid.

## Historia
Los recintos amurallados de la villa de Alcalá fueron el resultado de sucesivas modificaciones y ampliaciones durante varios siglos.

### Primer recinto de la villa
El 3 de mayo de 1118 el arzobispo de Toledo Bernardo de Sedirac (1086 – 1124) ganó Alcalá la Vieja a los musulmanes, quedando bajo su jurisdicción. Tras la conquista, la villa conoció una etapa de prosperidad económica, gracias a los privilegios para hacer ferias de ganado que concedieron los reyes castellanos Alfonso VIII y Alfonso X. Las necesidades defensivas, propias de la inseguridad política y militar del momento, hacen que el arzobispo Rodrigo Ximénez de Rada (1209 – 1247) decida amurallar la villa medieval (denominada entonces Burgo de Santiuste) y construir unas casas arzobispales en el lugar que hoy ocupa el Palacio Arzobispal. Esta construcción inicial se realizó en la segunda mitad del siglo XIII, era de forma circular. Abarcaba un espacio intramuros de 37 hectáreas, y disponía de siete puertas: la de Madrid, la de Santa Ana o del Postigo, la del Vado, la de Fernán Falcón, la de Guadalajara, la de la Judería, y la de Burgos.

### Fortaleza arzobispal
Durante el arzobispado de Pedro Tenorio (1377-1399) se reedificaron amplias zonas de la cerca que rodeaba al Palacio Arzobispal, alterando su traza en el sector meridional. El conjunto amurallado, que defendía al palacio, constaba de 22 torreones (de los que hoy se conservan 16). Como marca personal de las reformas impulsadas por el arzobispo Tenorio, insertó su escudo en los torreones números 13 y 15, situados en la actual calle Cardenal Sandoval y Rojas; y en un tercero que lleva su nombre (Torreón de Tenorio), localizado en una esquina del Palacio Arzobispal, junto a la plaza de las Bernardas.

### Segundo recinto de la villa
Hacia 1454, el arzobispo Alonso Carrillo de Acuña (1446-1482) inicia su construcción ampliándolo hacia el este, abarcando al nuevo caserío edificado extramuros, además de la plaza del Mercado (actual plaza de Cervantes) y el monasterio franciscano que acababa de fundar (posteriormente denominado de San Diego, y en la actualidad cuartel del Príncipe). Abre dos nuevas puertas en el lienzo este: la Puerta de Guadalajara (en la actual plaza Puerta de Mártires) y la Puerta de Aguadores (en la plaza de los Doctrinos). El lienzo sur también amplía su perímetro, trasladando la Puerta del Vado (a la actual plaza Puerta del Vado) y construyendo la de San Julián (al final de la calle de San Julián) y la Puerta Nueva, situada entre la de San Julián y Aguadores (hacia la esquina entre las calles del Carmen Descalzo y Santo Tomás de Aquino). Se mantiene parte del lienzo oeste (se desplaza la Puerta de Santa Ana hacia la plaza que hoy lleva su nombre) y el norte se amplía con la Puerta de Santiago, situada en la actual plaza de Atilano Casado. Esta ampliación se acabó de levantar hacia 1475, e incremento con 294.240 m² el recinto amurallado. En 1565 se contabilizaban 39 torreones rectangulares, con zócalo de mampostería, y unidos por lienzos almenados de fábrica mudéjar (construidos a base de ladrillo, mampuesto y tapial).
En la actualidad, del recinto amurallado de Alcalá de Henares se conserva casi completamente la fortaleza arzobispal: un lienzo de unos 700 metros que rodea al Palacio Arzobispal y 16 torreones. El segundo recinto fue demolido en el siglo XIX, quedando la Puerta de Madrid, el Arco de San Bernardo, y restos muy fragmentarios en la plaza de San Lucas (cimentos de la muralla y torreones, así como un antiguo pasadizo conocido como callejón del Horno Quemado).

## Función
Las murallas tenían múltiples funciones: defensiva, fiscal y simbólica. Constituían el elemento fundamental que definía la imagen de la villa medieval. Servía para protegerla militarmente y controlar sus accesos. Además, establecía el límite del marco jurídico y fiscal del que gozaban sus pobladores, frente a los menos privilegiados habitantes de extramuros.

## Estructura

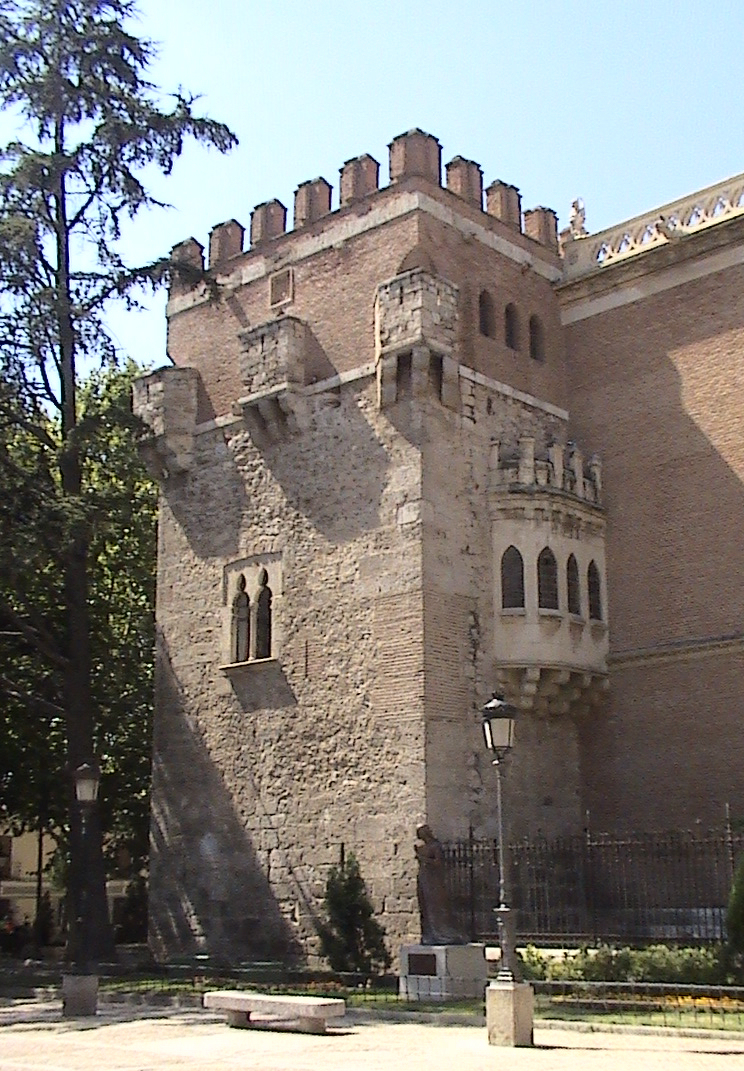
Torreón de Tenorio

Sus 22 torres originales eran de planta rectangular, excepto dos situadas en la calle Andrés Saborit: la torre albarrana (la número 7) que es pentagonal y exenta; y la torre número 8, que es de planta semicircular. En el interior del recinto amurallado se encuentra la "Huerta del Obispo", lugar de culto y recreo de la antigua corte arzobispal.
En los muros de la zona norte, muy cerca de la Puerta de Burgos, se conservan paramentos mudéjares del siglo XIII. En su mayoría, la muralla corresponde al lienzo realizado durante el arzobispado de Pedro Tenorio, a finales del siglo XIV; su construcción se realiza a partir de muros levantados sobre un cimiento de sillares de piedra, que alternan el ladrillo macizo con cajones de mampostería encintados, ocultados bajo un enlucido de cal y arena. Durante el siglo XX sufrieron importantes reformas.
Hay un pequeño foso, con muros de piedra, excavado entre los torreones número dos y tres.
Durante el arzobispado de Bernardo de Sandoval y Rojas (1599-1618), la construcción del Convento Cisterciense de San Bernardo hace que la Puerta de Burgos quede dentro de la huerta de dicha fundación, abriéndose un nuevo paso a pocos metros, por el Arco de San Bernardo, que todavía se mantiene.
La Torre VII o Albarrana es la única de forma pentagonal, está situada en la esquina nor-occidental de la muralla, en la calle Andrés Saborit. De ella solo queda el zócalo, pues fue parcialmente demolida, en 1834, para usar sus piedras como material de construcción en el cementerio de la ciudad.
La Torre XIV es apaisada, hueca, de dos plantas, con puerta de acceso directo con doble vano: al exterior con arco apuntado y al interior de medio punto. Desde ella se entraba al albácar del primer recinto, es decir, a la gran extensión de terreno que alberga la fortaleza medieval después convertida en palacio renacentista, y que servía de refugio a la población en caso de ser atacada. Este acceso se localiza intramuros de la ciudad, toda vez que las murallas de Alcalá discurrían hacia el sureste a través de la Puerta de Madrid. Su construcción se realizó en el siglo XIV.
La Torre XV destaca por sus elementos arquitectónicos, como las saeteras geminadas y la bóveda baída de su planta alta.
El Torreón de Tenorio tiene esta denominación por haber sido construido por el arzobispo de Toledo, Pedro Tenorio, en el siglo XIV. Representa el uso defensivo del edificio, cuando la fortaleza estaba constituida por una muralla con 22 torreones.

## Puertas

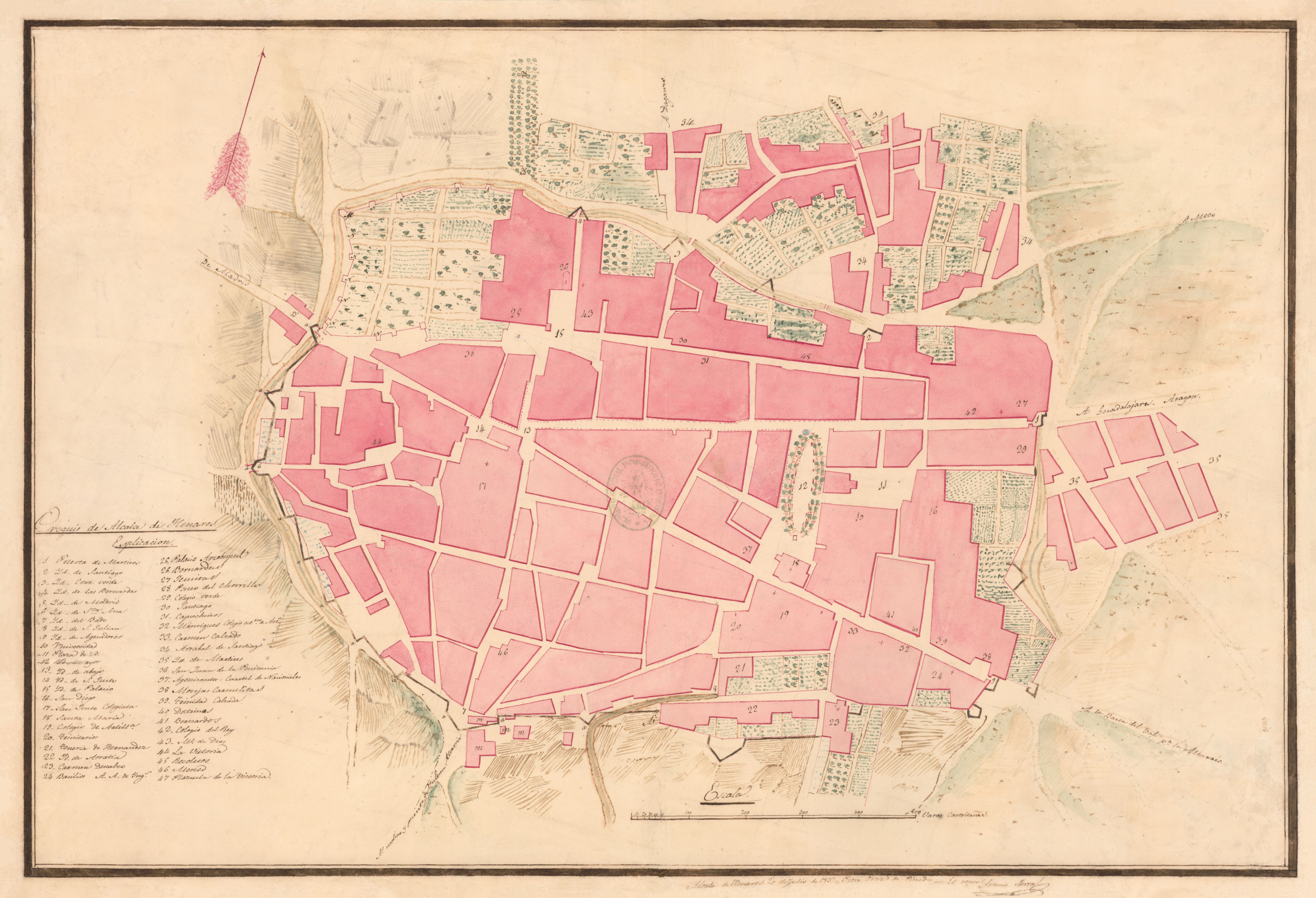
Recinto amurallado de Alcalá de Henares en 1837.

Los lienzos de la muralla tuvieron puertas que servían para condicionar el acceso a la villa, pero además eran lugar de reunión, e intercambio económico. Los diferentes recintos amurallados contaron con las siguientes puertas, ordenadas en sentido horario:

- lienzo norte: Puerta de Burgos (cerrada actualmente por dar al interior de la huerta del convento de San Bernardo); Arco de San Bernardo (creado al cerrar la Puerta de Burgos); Postigo de la Morería o del Rastro (desaparecida, situada hacia la actual plaza de la Cruz Verde); Puerta de Santiago o postigo de los Judíos (demolida en 1864, situada en la actual plaza de Atilano Casado).
- lienzo este: Puerta de Guadalajara o de Mártires (demolida en 1853, situada inicialmente al final de la calle Mayor y posteriormente construida al final de la calle Libreros); Puerta de Fernán Falcón o de Tenerías (desaparecida, situada al final de la calle de Santa Úrsula), posteriormente construida al final de la calle Colegios y denominada Puerta de Aguadores (demolida en 1881).
- lienzo sur: Puerta Nueva (desaparecida); Puerta de San Julián (desaparecida); Puerta del Vado (demolida antes de 1870, situada en la denominada plaza de la Puerta del Vado.).[22]
- lienzo oeste: Puerta de Santa Ana (desaparecida, situada en la intercesión de las calles Cardenal Tavera y Postigo, y desplazada hacia la actual plaza de Santa Ana); Puerta de Madrid (la única que persiste funcionalmente en la actualidad, pero totalmente transformada).

La Puerta de Burgos es la única de la muralla de la villa que persiste en un estado de conservación muy semejante al de su construcción. Es una puerta de acceso directo, con arcos apuntados y dos pisos más terraza. Se construyó con ladrillo y cajones de tapial enlucidos. Al adarve se asciende a través de una escalera que parte de la planta baja. La hipótesis tradicional es que se edificó en el siglo XIII, durante el arzobispado de Rodrigo Ximénez de Rada (entre 1209 y 1247), aunque podría incluso fecharse en el XIV. En todo caso, sobre esta primera fase se distinguen una segunda, de finales del XIV o XV, y una tercera, ya del siglo XVI. En el siglo XVII la Puerta se cerró, por la intervención del cardenal Sandoval y Rojas, ya que pasó a formar parte de las tapias del Convento de San Bernardo, fundado en 1618. Por este motivo fue preciso construir una nueva puerta, el actual Arco de San Bernardo, de sencilla factura de ladrillo, que todavía hoy cumple esta función.
La Puerta de Madrid fue derribada y totalmente reconstruida en 1778 por orden del Cardenal Lorenzana, diez años después de la construcción de la Puerta de Alcalá en Madrid, con la que conserva algunas semejanzas estructurales.

## Antiquarium y Paseo Arqueológico
En el perímetro del recinto amurallado se ha habilitado un área musealizada que permite realizar un paseo arqueológico. Este proyecto se culmina con el Antiquarium, un centro de interpretación ubicado en algunos de los elementos del lienzo sur de la muralla restaurados en los años 80. El Paseo Arqueológico incluye el adarve entre las torres XIV y XVI, la torre XIV (puerta intramuros), las torres XV y XVI, la Puerta de Burgos y los lienzos norte, este y sur. El Antiquarium está integrado por tres unidades expositivas dedicadas a otros tantos espacios del palacio destruido: el Patio de Armas, las Galerías del Ave María y del Aleluya y el Patio de Columnas o Fonseca.